# Bridgeport (Illinois)
Bridgeport è un comune degli Stati Uniti d'America, situato in Illinois, nella Contea di Lawrence.